# Електронна співпраця
Електронна співпраця (англ. e-collaboration) являє собою комплекс заходів, який спрямований на підтримку взаємодії між людьми в електронному вигляді за допомогою мережі Інтернет, спільно працюючими над вирішенням спільних завдань. На відміну від усталеного англомовного терміну, україномовний використовується дуже рідко.

## Виникнення та огляд поняття
У зв'язку з останніми досягненнями людства в області комунікаційних технологій, зі стрімким розвитком та поширенням Інтернету та електронних мереж, з тенденціями до глобалізації в кінці ХХ-на початку XXI ст. виникло поняття «e-collaboration», коли весь світ почав рухатися в напрямку обміну інформацією у режимі реального часу та інтегрованих систем обміну даним.
Однак незважаючи не те що термін почав використовуватись ще наприкінці 1990-х років, він залишається все ще в відносно зачатковому стані. Як в наукових так в практичних областях існує багато різних поглядів на те, що розуміється під поняттям «електронна співпраця» та чим воно відрізняється від традиційного співробітництва. В академічних визначеннях префікс «е-» у цьому терміні в основному вказує на використання інтернет-технологій в сегменті B2B, а в практичних поняттях має широкий спектр визначень, які відносяться до будь-яких електронних технологій.
Можна виділити три виміри для класифікації електронної співпраці:
- Час (синхронна/ не синхронна співпраця)
- Вид зв'язку
- Кількість передавачів і приймачів (1:1, 1: N, N: 1, N: N)

## Застосування
В цілому, співпраця − процес, при якому люди працюють разом на інтелектуальній, науковій, або практичної діяльності. У минулому, вона реалізовувалась особисто, поштою, або по телефону. Електронна співпраця, у свою чергу, об'єднує людей в електронному вигляді через Інтернет з використанням таких інструментів, як, наприклад, електронна пошта, Інтернет-сайти у всесвітній павутині (World Wide Web). Це дозволяє співробітникам спілкуватися в будь-який час з будь-якого місця з людьми, які знаходяться в іншому місці. Люди з різних частин будівлі, штату, країни або континенту можуть обмінюватися інформацією, співпрацювати в спільних документах, вчитися разом, спільно приймати рішення та вирішувати проблеми, що з’являються.

## Елементи електронної співпраці
До головних елементів, які визначають електронну співпрацю належать :
- Спільне завдання (наприклад, підписання контракту, особливо тоді, коли його учасники географічно розподілені);
- Технології електронної співпраці;
- Особи, які залучені до виконання спільного завдання;
- Певна кваліфікація, якою володіють особи (ступінь подібності осіб, які пов'язані із завданням може мати значний ефект на кількість когнітивних зусиль щодо успішного виконання завдання з використанням певних типів технологій електронної співпраці);
- Фізичне (матеріальне) навколишнє середовище, що оточує залучених осіб;
- Соціальне навколишнє середовище.

## Рівні та форми електронної співпраці
Електронна співпраця може приймати різні форми. Для зручності можна умовно поділити форми електронної співпраці за рівнем забезпечуваної взаємодії ,,:
1. Електронні засоби несинхронного зв'язку використовуються для пересилання повідомлень, файлів, даних або документів між людьми і, таким чином, сприяють обміну інформацією:
- Електронна пошта
- Факс
- Голосова пошта
- Вебпублікації

2. Дискусії та засоби синхронного зв’язку. Дискусії (discussion groups) зосереджені навколо теми або конкретного виду діяльності, мети або проекту. На відміну від першої категорії, дискусії дозволяють отримувати зворотній зв’язок від пересилання різного роду повідомлень. Деякі групи нічим не обмежені та можуть модеруватись, що дозволяє користувачам отримувати інформацію один від одного. Інші, більш структуровані, можуть використовуватися модератором для проведення дискусії за допомогою фільтрації, постановки питань та / або коментарів та пропозицій. Деякі проекти передбачають спільне використання документів: від простого їхнього відображення до наявність декількох людей працювати над цими документами одночасно. Співавтори можуть відображати документи в режимі онлайн і обговорити їхній зміст через електронна пошту, відеоконференцію або чат. Засоби синхронного зв'язку, такі як відеоконференція та інтернет-чати, відрізняються від інших видів діяльності в тому, що вони відбуваються в реальному часі, протягом короткого періоду. Використовуючи чат усі учасники бачать, що інша людина друкує на екрані в реальному часі. Відеоконференції дозволяють користувачам обговорювати свої ідей, проблеми та обмінюватися інформацією в електронному вигляді, коли контакт віч-на-віч бажаний, але не можливий. Вони можуть коментувати спільні документи та використовувати інструменти редагування спільних документів онлайн. Онлайн-курси або семінари схожі на традиційні курси, але не передбачають особистий контакт. Електронний компонент дозволяє людям брати участь в таких онлайн-заходах у будь-який час і з місця якого вони забажають. Такі заходи пов'язані з інструктором, який розподіляє завдання, направляючи розмову, і відповідає на питання учасників. Як матеріал для обговорення, а також обговорення собі, може мати місце через дискусійну групу або через інтегрований інструмент дистанційного навчання. Додатковою перевагою є те, що учасники дізнаються про використання електронних засобів у процесі навчання. До цієї групи можна віднести такі форми електронної співпраці як:
- Телефонні конференції (теж сприяють обміну інформацією, але в інтерактивній формі);
- Відео- (і аудіо-) конференції - обмін відео та аудіо за допомогою комп'ютерних мереж;
- Онлайн зустрічі (online meetings);
- Вебфоруми (web-based forums);
- Миттєві повідомлення (instant messaging);
- Чати;
- Блоги;
- Інтернет-портали;
- Вікі;
- Електронні списки розсилки (electronic mailing lists);
- "Білі дошки"(whiteboarding);
- Групи новин (newsgroup).

3. Засоби управління діяльністю групи наступні:
- Електронні календарі - складання щоденників, автоматичні нагадування;
- Системи управління проектами - складання розкладів робіт, відстеження його виконання, наочне відображення стану проекту по мірі його виконання;
- Управління документообігом;
- Бази даних - збір, сортування, зберігання і організація доступу до різних форм інформації. Користувачі вносять дані індивідуально до загальної бази даних і отримують дані з цієї бази за мірою необхідності. Дані можуть бути у вигляді посилань, інформації, проектів навчальних програм та досліджень, контактної інформації;
- Програмне забезпечення для управління конкретними проектами.